# Nikon FM2
La Nikon FM2 è una reflex SLR 35 mm completamente meccanica ad ottiche intercambiabili. 
Fu prodotta dal 1982 fino al 2001 dalla Nikon (ex Nippon Kogaku K.K.) col corpo in due versioni: nero con bordi cromati o completamente nero.  Le dimensioni sono: 90 mm (altezza), 142,5 mm (larghezza), 60 mm (profondità) per un peso di 540 g. Le velocità dell'ottimo otturatore vanno da 1 secondo fino a 1/4000 s più la posa B. L'x-sync per il flash è di 1/200 s. Il prezzo introduttivo per il corpo cromato fu di $364; nel 1988, il listino fu incrementato a $525 finché, nel 1995 il prezzo fu fissato a $745 e così rimase finché la FM2 uscì di produzione nel 2001.
Come i precedenti modelli FM ed FE, questa macchina è costruita con una speciale lega di alluminio (copper silumin aluminum alloy) le cui caratteristiche sono: leggerezza, alta resistenza alla corrosione e all'urto. La FM2 è una macchina robusta, completamente manuale, nessun automatismo. 
L'unica batteria presente è quella dell'esposimetro; lo scatto è sempre possibile, la perdita di una foto è praticamente impossibile perché la FM2 si comporta egregiamente anche in situazioni estreme, dal polo all'equatore e al deserto. Le tendine dell'otturatore sono in metallo (titanio nelle prime versioni, alluminio nei modelli Nikon FM2n dopo l'anno 1988), l'esposimetro è semplice e di buona qualità, il sistema di messa a fuoco manuale è preciso.  Abbinata con il suo motore (MD-12) diventa una fotocamera altamente professionale.

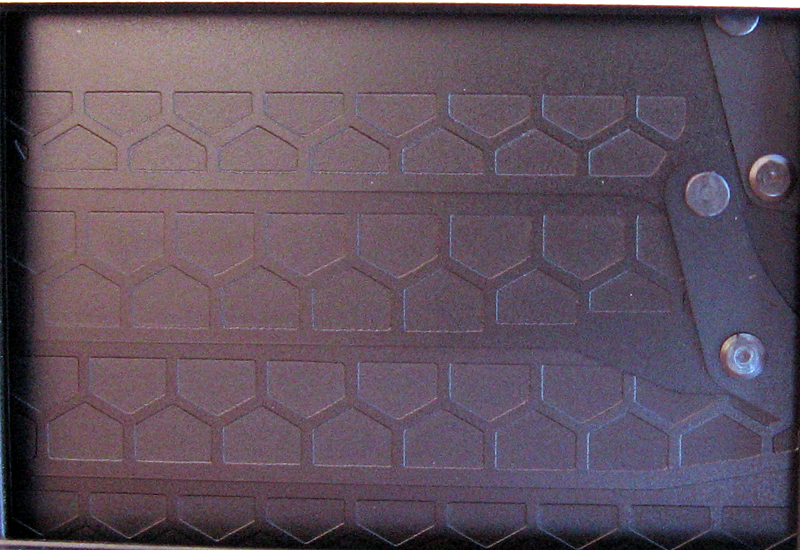
Otturatore al titanio a nido d'ape

La tecnologia usata per questa fotocamera permette di lavorare con temperature che vanno da -40 °C a +50 °C.
La variante successiva, il modello FM2n, si distingue dalla precedente solo per il diverso tempo di sincronia del flash portato a 1/250 e marchiato in rosso sulla ghiera dei tempi.
Nel 1993 uscì un'altra variante, il modello FM2/T, dove T sta per titanio. Il corpo macchina presentava il top ed il fondo in titanio e veniva venduta come un modello ancora più resistente; costava 1120 $ ed uscì di produzione nel 1997. Nell'anno 2000 seguì il modello commemorativo FM2n Dragon (millennium 2000).

## Caratteristiche tecniche

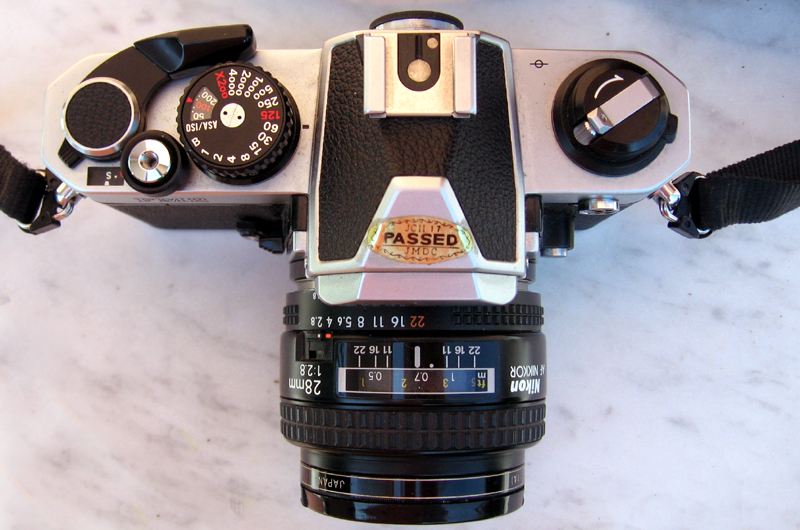
La parte superiore della FM2

La FM2 può montare tutti gli obiettivi con attacco a baionetta Nikon F  (introdotto nel 1959), purché AI (Automatic Indexing) (introdotti nel 1977). Gli obiettivi Nikon AI sono: AF-S Nikkor, AF-I Nikkor, AF Nikkor D, AF Nikkor, Nikkor AI-S, Nikkor AI e i Nikon Serie E. Gli obiettivi IX Nikkor (per corpi Advanced Photo System) non possono essere montati, poiché presentano elementi che entrerebbero nell'alloggiamento dello specchio danneggiandolo; gli AF Nikkor DX invece possono essere montati, ma presentano una vistosa vignetattura, dato che sono progettati per i sensori digitali equivalenti dell'APS (quindi con un fotogramma più piccolo rispetto alla pellicola 35mm) ed essendo sprovvisti dell'anello del diaframma, sono regolati sempre alla massima chiusura, rendendoli di fatto inutilizzabili. Tra gli accessori per la FM2 ci sono il motore Nikon MD-12  (3.2 fotogrammi per secondo), il datario Nikon MF-16 e i flash elettronici Nikon SB-15 (numero guida 82/25 (feet/metri) a ASA/ISO 100) e il Nikon SB-16B (numero guida 105/32 (feet/metri) a ASA/ISO 100). La FM2 è una fotocamera meccanica con controllo manuale del fuoco e dell'esposizione. Può operare senza batterie. L'unica batteria presente è quella per l'alimentazione dell'esposimetro incorporato con indicatori a LED (+ o -) visibili nella destra del mirino.

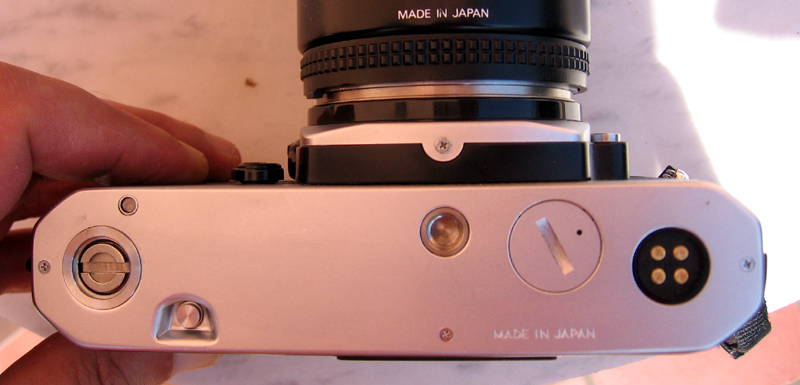
il fondo della FM2 - si vede il contatto per il motore e la sede della batteria

Lo schermo di messa a fuoco è il classico K con lente di Fresnel ad immagine spezzata e corona di microprismi ma è intercambiabile e può essere sostituito dal tipo B (matte, adatto per fotografia close-up) o dal tipo E (con griglia, adatto per foto architettoniche o multi-esposizione). Le fotocamere versione FM2n e FM2T possono montare anche gli schermi della serie K2, B2, ed E2. Tenere presente che, con alcuni schermi, diventa necessario un aggiustamento dell'esposizione, cosa che normalmente si ottiene incrementando la stessa di 1/3 o di ½ stop.
Rispetto alla precedente fotocamera Nikon FM, le migliorie più evidenti apportate nella FM2 sono: il fotodiodo dell'esposimetro, il controllo automatico del flash e, soprattutto, un fantastico otturatore a tendina verticale in titanio con texture a nido d'ape che raggiunge, per la prima volta, la velocità di 1/4000 di secondo e un x-sync di 1/200 di secondo (quest'ultimo ulteriormente incrementato a 1/250 nella versione FM2n).
Dal 1989, il costoso titanio fu sostituito da una resistente lega di alluminio. Risulta quindi, che dello stesso modello di fotocamera (FM2n), esistono in commercio macchine che montano l'otturatore al titanio ed altre che hanno l'otturatore in alluminio. L'unico sistema per distinguerle è aprire il dorso ed ispezionare a vista l'otturatore.